# Eupogonius laetus
Eupogonius laetus är en skalbaggsart som beskrevs av Bates 1885. Eupogonius laetus ingår i släktet Eupogonius och familjen långhorningar.
Artens utbredningsområde är Guatemala. Inga underarter finns listade i Catalogue of Life.